# Phyllanthus oaxacanus
Phyllanthus oaxacanus är en emblikaväxtart som beskrevs av Townshend Stith Brandegee. Phyllanthus oaxacanus ingår i släktet Phyllanthus och familjen emblikaväxter. Inga underarter finns listade i Catalogue of Life.